# Juary Soares
Juary Marinho Soares (Bisáu, Guinea-Bisáu, 20 de febrero de 1992) es un futbolista bisauguineano que juega como defensa en el Académica de Coimbra, de la Terceira Liga, y en la selección de fútbol de Guinea-Bisáu. Cuenta también con pasaporte portugués.

## Clubes
| Club                      | País     | Año       |
| ------------------------- | -------- | --------- |
| Sporting C. P. "B"        | Portugal | 2011-2013 |
| Sertanense F. C. (cedido) | Portugal | 2011-2012 |
| U. D. Leiria (cedido)     | Portugal | 2012      |
| F. C. Tirsense            | Portugal | 2014      |
| S. L. Benfica de Macau    | Macao    | 2015      |
| S. U. 1.º de Dezembro     | Portugal | 2015-2016 |
| C. D. Mafra               | Portugal | 2016-2020 |
| U. S. Créteil-Lusitanos   | Francia  | 2020-2021 |
| Amora F. C.               | Portugal | 2021-2022 |
| Racing Rioja C. F.        | España   | 2022      |
| Académica de Coimbra      | Portugal | 2023-     |